# Seleção Britânica de Voleibol Feminino
A seleção britânica de voleibol feminino é uma equipe europeia composta pelas melhores jogadoras de voleibol do Reino Unido. A equipe é mantida pela Associação Britânica de Voleibol (British Volleyball Association). A equipe não consta no ranking da FIVB segundo dados de 6 de outubro de 2015.
Até 2006, não existia uma seleção britânica de voleibol, entretanto,com a escolha de Londres como sede dos Jogos Olímpicos de Verão de 2012, as federações de Escócia, Irlanda do Norte, País de Gales e Inglaterra se fundiram para a formação de um time especial para o torneio olímpico.[carece de fontes?]